# Centre clinique et hospitalier de Zvezdara
Le centre clinique et hospitalier de Zvezdara (en serbe cyrillique : Клиничко-болнички центар Звездара ; en serbe latin : Kliničko-bolnički centar Zvezdara ; en abrégé : KBC Zvezdara) est un hôpital public situé à Belgrade, la capitale de la Serbie, dans la municipalité urbaine de Zvezdara. Son origine remonte à 1935.

## Historique
L'hôpital de Zvezdara a été officiellement créé le 1er décembre 1935 grâce à la fondation du riche marchand et philanthrope belgradois Nikola Spasić (1838-1916) ; à l'origine doté de 100 lits, il a été le premier établissement de soin du quartier alors connu sous le nom de « Bulboder ».
En 1963, la fondation anglaise Sue Ryder a offert à l'hôpital trois pavillons consacrés à la gériatrie, offrant une capacité d'accueil de 123 lits.

## Services
L'hôpital est divisé en plusieurs services : gynécologie, chirurgie, médecine interne, laboratoires, services médicaux, neurologie, ophtalmologie, oto-rhino-laryngologie, pédiatrie, psychiatrie, radiologie et médecine d'urgence.
Certains de ces services sont subdivisés. Le service de chirurgie est constitué d'un département de chirurgie générale et d'un département d'urologie. Le service de médecine interne compte 9 départements : endocrinologie, diabète et troubles du métabolisme, gériatrie, centre de la migraine, maladies rénales et troubles du métabolisme avec dialyse, gastro-entérologie et hépatologie, pneumologie, allergologie et immunologie, hématologie et oncologie, dermato-vénérologie et maladies cardio-vasculaires.
Parmi les « services » médicaux de l'hôpital figurent un centre de médecine physique et de réadaptation, un département de fournitures médicales avec un centre de transfusion sanguine et un département de pathologie.
Le service de pédiatrie est installé dans l'hôpital pour enfants Olga Popović-Dedijer, situé 13 rue Mije Kovačevića.

## Transports
L'hôpital est accessible par les lignes de bus 77 (Zvezdara – Hôpital de Bežanijska kosa) et 79 (Dorćol – Mirijevo IV) ainsi que par les lignes de trolleybus 28 (Studentski trg – Zvezdara) et 40 (Zvezdara – Banjica II) de la société GSP Beograd.